# 西村喜廣
西村 喜廣（にしむら よしひろ、1967年4月1日 - ）は、日本の特殊メイクアップアーティスト、映画監督。有限会社西村映造の代表取締役。日本映画監督協会会員。

## 来歴
東京都台東区浅草出身。幼少時より映画作品に強い関心を持ち、レイ・ハリーハウゼンによる「シンドバッドシリーズ」に感銘を受け特殊造形の道を志す。学生時代から自主映画を制作。特殊造型、特殊メイク、撮影、照明ほか、映像制作に必要な技術を独学で習得する。
園子温とは大学生時代からの映画仲間。また蓮舫、TOKMAも彼の自主映画『聖者が街にやって来た』に出演している。
青山学院大学卒業後、太陽企画入社。CM制作会社に入りプロの現場を学ぶ。
1995年、『ゆうばり国際ファンタスティック映画祭』オフシアター部門で、自主制作映画『限界人口係数』が審査員特別賞を受賞。同時期太陽企画を退社。照明部としてアルバイトをしながら多くの作品に特殊造型・特殊メイクを担当する。
2004年、ゆうばり出資により全編夕張ロケの『スピーカーマン』を監督。
2008年、劇場映画初監督作品『東京残酷警察』を発表。本作でおよそ73もの映画祭にノミネートし、内5つにおいて金賞・観客賞などを受賞。
2010年、『古代少女隊ドグーンV』を監督し、テレビ地上波にも進出。　

## 人物
阪元裕吾監督や小林勇貴監督とは同じバイオレンスやアクションを扱う監督という繋がりから旧知の仲であり深い交友がある。
映画表現における「残酷効果」なる新分野を打ち出した。

## 監督作品

### 映画
- 限界人口係数（1995年)
- スピーカーマン THE BOO（2004年）
- 東京残酷警察（2008年）[1]
- 吸血少女対少女フランケン（2009年　友松直之監督と共同）
- 『きょーれつ! もーれつ! 古代少女ドグちゃんまつり! スペシャルムービー・エディション』（2009年　パイロット版監督）
- 戦闘少女 血の鉄仮面伝説（2010年）
- ヘルドライバー（2011年）[1]
- 劇場版はらぺこヤマガミくん（2011年　井口昇監督、塩崎遵監督と共同）
- Z is for Zetsumetsu／絶滅（「ABC・オブ・デス」の一編）（2012年）
- 地獄の調理師（「The Profane Exhibit」の一編）（2012年）
- ZOMBIE TV(2013年　田代尚也監督、幕野まえり監督と共同)
- 虎影（2015年）[1]
- yellow road（「フールジャパン 鉄ドンへの道」の一編）（2016年）
- 蠱毒 ミートボールマシン（2017年）[1]
- 東京ドラゴン飯店（2020年8月1日公開[6]）
- HOLY MOTHER（2022年）

### テレビドラマ
- 古代少女隊ドグーンV（2010年、毎日放送 ）[7]
- ウルトラゾーン（2012年）
- GIVER 復讐の贈与者（2018年、テレビ東京）

### WEBドラマ
- はらぺこヤマガミくん 全25話中10話分（2011-2012年、YouTube・ニコニコ動画）
- 進撃の巨人 ATTACK ON TITAN 反撃の狼煙 第3話「自由への旅立ち」（2015年、dTV） 樋口真嗣総監督
- TOKYOドラゴン飯店 負けるな！！琉球占い師リオちゃん！（2020年8月31日、Amazonプライムビデオ、FODほか、ライツキューブ製作）脚本・監督

### PV
- KILLER（2011年）　ザ50回転ズ

## その他の参加作品

### 映画
- うつしみ（1999年園子温監督作） 美術
- Afternoon Show（1999年前島誠二郎監督作） 特殊造形
- レイジング・ユーバリ（1999年前島誠二郎監督作） 視覚効果
- 自殺サークル（2002年園子温監督作） 美術
- アトピー刑事（2003年井口昇監督作） 照明
- 恋する幼虫（2004年井口昇監督作） 特殊メイク・造形
- 盲獣VS一寸法師（2004年石井輝男監督作）特殊効果
- 怪談新耳袋劇場版 幽霊マンション（2005年吉田秋生監督作） 特殊メイク
- リアルメン・スタンド!（2006年戸梶圭太監督作） 監督補/照明/特殊メイク/特殊造型
- おいら女蛮（2006年井口昇監督作） 特殊メイク・造形
- 映画監督になる方法（2006年松梨智子監督作） 特殊美術
- 怪談新耳袋 ノブヒロさん（2006年豊島圭介監督作） 造型
- MEATBALL MACHINE（2006年山口雄大監督作） 特技監督
- 紀子の食卓（2006年園子温監督作） 特殊造形
- エクステ（2007年園子温監督作） 特殊造形
- 夢まで百億光年（2007年戸梶圭太監督作） 造型監修
- クワイエットルームにようこそ（2007年松尾スズキ監督作） 特殊造形
- 魁!!男塾（2008年坂口拓監督作） 特殊メイク
- 幽霊vs宇宙人　略奪愛（2008年豊島圭介監督作） 特殊造形
- 幽霊vs宇宙人　ロックハンター伊右衛もん（2008年清水崇監督作） 特殊造形
- 片腕マシンガール（2008年井口昇監督作） 残酷効果・特殊造型監督
- 赤んぼ少女（2008年山口雄大監督作） 特殊メイク・特殊造型
- ハード・リベンジ、ミリー（2008年辻本貴則監督作） 特殊造形監修
- 制服サバイガール1＆2（2008年金子大志監督作） 特殊造形監修
- L change the WorLd（2008年中田秀夫監督作） 特殊造形監修
- 愛のむきだし（2009年園子温監督作） 特殊メイク・特殊造型
- 激情版エリートヤンキー三郎（2009年山口雄大監督作） 特殊造形
- 援助交際撲滅運動　STOP THE BITCH CAMPAIGN（2009年鈴木浩介監督作） 特殊造形
- テケテケ1＆2（2009年白石晃士監督作） 特殊造形監修・キャラクターデザイン
- 非女子図鑑「魁!! みっちゃん」（2009年坂口拓監督作） 特殊美術
- ハード・リベンジ、ミリー　ブラッディバトル（2009年辻本貴則監督作） 残酷効果監修
- サムライプリンセス　外道姫（2009年梶研吾監督作） 残酷効果監督
- ロボゲイシャ（2009年井口昇監督作） 残酷効果監督
- 悪夢のエレベーター（2009年堀部圭亮監督作） 特殊造形
- 逆襲! スケ番☆ハンターズ〜 地獄の決闘 〜（2010年奥田真一監督作） 特殊造型監督
- 爆発! スケ番☆ハンターズ 〜 総括殴り込み作戦 〜（2010年中平一史監督作） 特殊造型監督
- ゴスロリ処刑人（2010年小原剛監督作） 特殊造型監督
- シネマ歌舞伎 大江戸りびんぐでっど（2010年） 特殊メイク
- 冷たい熱帯魚（2011年園子温監督作）[1]
- 電人ザボーガー（2011年井口昇監督作）特殊造型監督・キャラクターデザイン[8]
- 極道兵器（2011年坂口拓・山口雄大監督作）
- ラビット・ホラー3D （2011年、清水崇監督作）
- 富江 アンリミテッド（2012年、井口昇監督作）特殊メイク
- ゾンビアス（2012年、井口昇監督作）特殊メイク
- デッド寿司（2013年、井口昇監督作）特殊メイク
- めめめのくらげ（2013年、村上隆監督作）監督補
- ヌイグルマーZ（2014年、井口昇監督作）特殊メイク[1]
- ハイサイゾンビ（2014年、高山創一監督作）特殊メイク
- 進撃の巨人 ATTACK ON TITAN（2015年、樋口真嗣監督作）特殊造形プロデューサー[1]
- 進撃の巨人 ATTACK ON TITAN エンド オブ ザ ワールド（2015年、樋口真嗣監督作）特殊造形プロデューサー
- 【ら】（2015年、水井真希監督作）プロデューサー、監督補
- ハルサーエイカー（2015年、岸本司監督作）スーツ造形監修
- Zアイランド（2015年、品川ヒロシ監督作）特殊造形監修
- O is for Ochlocracy／衆愚政治（「ABC・オブ・デス2」の一編、2015年、大畑創監督作）特殊メイク[9]
- シン・ゴジラ（2016年、庵野秀明総監督、樋口真嗣監督作）特殊造形プロデューサー[1]
- 亜人（2017年、本広克行監督作）特殊造形プロデューサー
- ヘドローバ　（2017年、小林勇貴監督作）プロデューサー
- 曇天に笑う（2018年、本広克行監督作）特殊造形プロデューサー
- トラウマ・ゲーム　恐怖体験アトラクション（2019年、アンソニー・ディブラシ監督作）特殊メイクスーパーバイザー。日本人カメラマン役として出演[10]。
- 恋の墓（2020年、鳴瀬聖人監督）プロデューサー

### テレビドラマ
- 怪奇大作戦　セカンドファイル（2007年） 特殊メイク
- 古代少女ドグちゃん（2009年） 特殊造形
- SOIL ソイル（2010年） 特殊造形
- 古代少女隊ドグーンV（2010年） 特殊造形

### ゲーム
- 真・女神転生IV（2013年） 新規悪魔デザイン[11]

### 舞台
- 劇団ブルー・スエード・シューズ「カノン」（1993年11月4日 - 7日、キッド・アイラック・アート・ホール）  - 作・演出（石塚鐘大と共同）、劇中映像
- 歌舞伎座さよなら公演 十二月大歌舞伎「大江戸りびんぐでっど」（2009年12月2日 - 26日、歌舞伎座）  - 特殊メイク
- 「プルートゥ PLUTO」（2015年1月9日 - 2月1日、Bunkamuraシアターコクーン／2015年2月6日 - 11日、森ノ宮ピロティホール）

### バラエティ番組
- 情熱大陸　斎藤工（2015年1月18日、TBS）
- 第7回沖縄国際映画祭-人気俳優&女優がぶっちゃけ話SP-（2015年3月29日、日本テレビ）
- アウト×デラックス（2015年6月4日、フジテレビ）
- ジドリ　斎藤工（2015年12月5日、NHK総合）

## 受賞
限界人口係数

ファンタスティック・オフシアター・コンペティション部門審査員特別賞：ゆうばり国際ファンタスティック映画祭95
東京残酷警察

'Best Film" and "Best FX" ： ブエノスアイレス・ロジョ・サングレ国際映画祭(アルゼンチン）

Best Make-up：Fantaspoa

Special Mention：プチョン国際ファンタスティック映画祭

観客賞・金賞：Fantasia（モントリオール）

観客賞：Night Visions Film Festival(フィンランド)
吸血少女対少女フランケン

観客賞・銅賞：Fantasia（モントリオール）

ブロンズ賞：Sainte Maxime International Horror Film Festival 2009 Midnight X-Treme部門(フランス)

最優秀作品賞 ：Devildead.com選出（フランス）

観客賞：ニューヨークアジアンフィルムフェスティバル（アメリカ）
戦闘少女 血の鉄仮面伝説

シッチェス・カタロニア国際映画祭　CARNET JOVE部門「Best Motion Picture MIDNIGHT X-TREME」受賞

## 執筆
- 映像＋(グラフィック社)

連載「映画にA級とかB級とか言ってんじゃねーよ」